# هينريتش زايدل
هينريتش زايدل (بالألمانية: Heinrich Seidel)‏ هو مهندس وكاتب وشاعر ألماني، ولد في 25 يونيو 1842 في Perlin, Germany ‏ في ألمانيا، وتوفي في 7 نوفمبر 1906 في برلين في ألمانيا.

## وصلات خارجية
- هينريتش زايدل على موقع ميوزك برينز (الإنجليزية)
- هينريتش زايدل على موقع ديسكوغز (الإنجليزية)